# Алексеевка (Губинский район)
Алексеевка (азерб. Alekseyevka) — село в Губинском районе Азербайджана. Административный центр и единственный населённый пункт одноимённого муниципалитета.

## География
Расположено в 5 км к востоку от города Губа.

## История
Основано в 1-й половине XIX века русскими переселенцами. В 1911 году входило в состав Мюшкюрского участка Кубинского уезда Бакинской губернии. Состояло из 53 хозяйств, в которых проживало 302 человека (154 мужчины и 148 женщин), русские, православные. В селе имелись церковь, приходская школа и 2 ветряные мельницы. В середине XX века в состав включено село Козляковка (ныне южная часть села).
По данным на 2019 год в селе проживала только одна молоканка.

## Население
Согласно результатам Азербайджанской сельскохозяйственной переписи 1921 года Алексеевку населяли 244 человека (60 хозяйств), 122 мужчины и 122 женщины, преобладающее население указывалось как молокане.
По переписи 2009 г. в селе проживало 2839 человека.
Уроженцем Алексеевки является Ульви Мамедов — военнослужащий азербайджанской армии, участник Второй Карабахской войны. Посмертно награждён медалями «За Отчизну» и «За освобождение Джебраила».